# The Delmore Brothers

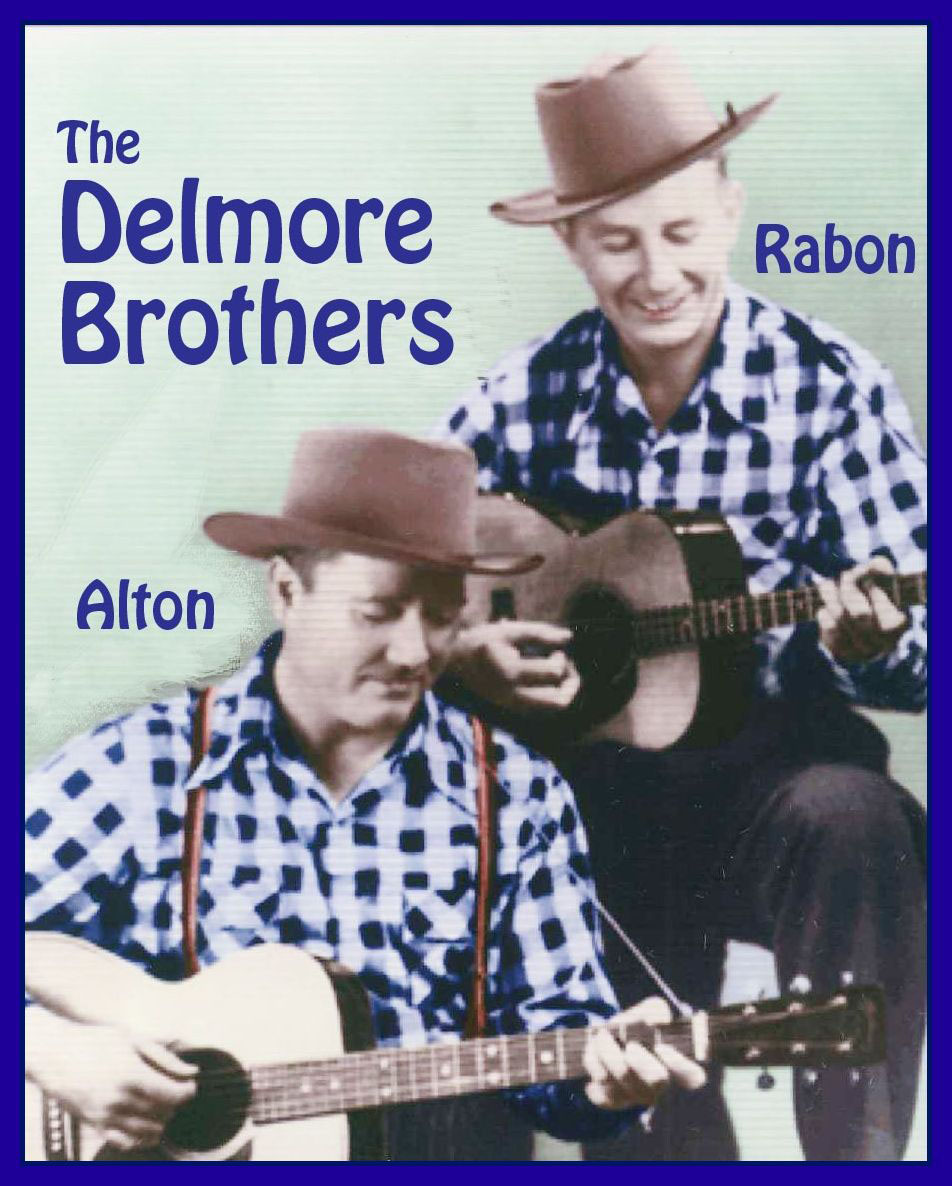
Delmore Brothers

The Delmore Brothers est un duo de musique country américain des années 1930-1940, originaire de l'Alabama, composé des deux frères Alton et Rabon Delmore. Mêlant le blues et le rythme du boogie woogie à la country, ils furent un modèle pour les Everly Brothers et une influence certaine pour le rock 'n' roll. Ils ont été introduits au Country Music Hall of Fame en 2001, ainsi qu'au Rockabilly Hall of Fame.

## Membres
Alton Delmore (15 décembre 1908 - 8 juin 1964) et son frère Rabon (3 décembre 1916 - 4 décembre 1952) sont nés tous les deux à Elkmont, Alabama. Ils forment vers 1925 un duo fraternel dans la grande tradition de la musique country. Ils enregistrent Got The Kansas City Blues en 1931. Habitués du Grand Ole Opry, ils sont invités dans de nombreuses émissions de radio dans l'est et le sud des États-Unis. Ils gravent de nombreux disques chez Victor, Bluebird ou Decca Records. Après la Seconde Guerre mondiale, les frères Delmore signent chez King où ils enregistrent leurs plus grands succès : Hillbilly Boogie, Freight Train Boogie, Pan American Boogie, Blues Stay Away from Me... En 1958, ils écrivent Beautiful Brown Eyes avec Jerry Capehart et Arthur "Guitar Boogie" Smith pour Gene Vincent. Avec Merle Travis et Grandpa Jones, ils forment le groupe Brown's Ferry Four pour enregistrer du gospel.
Rabon Delmore meurt d'un cancer des poumons en 1952 à Athens, Alabama. Alton arrête alors la musique, à l'exception de quelques gospels. Il décède à son tour en 1964 à Huntsville, Alabama.